# Campionati mondiali di pentathlon moderno 1971
I campionati mondiali di pentathlon moderno 1971 si sono svolti a San Antonio, negli Stati Uniti d'America. Si sono disputate le gare maschili individuali ed a squadre.

## Risultati

### Maschili
| Evento      | Oro                                                              | Argento                                                | Bronzo                                              |
| Individuale | Borys Onyščenko                                                  | Zsigmond Villányi                                      | András Balczó                                       |
| A squadre   | Unione Sovietica Leonid Ivanov Sergey Lukyanenko Borys Onyščenko | Ungheria András Balczó Peter Kelemen Zsigmond Villányi | Stati Uniti Loren Drum Charles Richards Donald Roth |

## Medagliere
| Posizione | Paese            |   |   |   | Totale |
| --------- | ---------------- | - | - | - | ------ |
| 1         | Unione Sovietica | 2 | 0 | 0 | 2      |
| 2         | Ungheria         | 0 | 2 | 1 | 3      |
| 3         | Stati Uniti      | 0 | 0 | 1 | 1      |
| Totale    | Totale           | 2 | 2 | 2 | 6      |